# Акерманіт
Акермані́т, окермані́т — мінерал, силікат кальцію і магнію, ізоморфний з геленітом та мелілітом. Належить до групи меліліту. 

## Загальний опис
Склад: 2[MgCa2Si2O7]. Сингонія тетраедрична. Густина 3,18. Твердість 6,0. Виявлений тільки у деяких вулканічних лавах (Везувій) та металургійних шлаках.
Акерманіт вперше був описаний в 1884 році І. Г. Л. Фогтом, який назвав мінерал на честь шведського металурга Андерса Ріхарда Акермана (1837-1922). Він здійснив аналіз деяких конденсованих продуктів, де вперше було виявлено мінерал чи його синтетичний еквівалент. Пізніше акерманіт також був визнаний природним мінеральним утворенням у різних місцевостях.